# Antrodia sandaliae
Antrodia sandaliae är en svampart som beskrevs av Bernicchia & Ryvarden 2001. Antrodia sandaliae ingår i släktet Antrodia och familjen Fomitopsidaceae.   Inga underarter finns listade i Catalogue of Life.